# 米村尊
米村 尊（よねむら たける、1986年10月1日 - ）は、日本の看護師、元男子バレーボール選手である。

## 略歴
1986年生まれ。福岡県行橋市出身。福岡県立京都高等学校、長崎大学を経て、奈良NBKドリーマーズ（現・奈良ドリーマーズ）に入団。チームは2015年に、新設されたV・チャレンジリーグII（当時のVリーグ3部リーグ）に参入。
2015/16シーズン、V・チャレンジリーグIIの試合に出場し、Vリーグデビューを果たした。
2016年、V・チャレンジリーグI（当時のVリーグ2部リーグ）に所属するつくばユナイテッドSun GAIAに移籍。2016/17シーズン、V・チャレンジリーグIの試合に出場し、Vリーグ2部デビューを果たした。
2018年、ヴィアティン三重に移籍した。
2022年、現役を引退した。現在はヴィアティンのスタッフを務めている。

## 人物
- 2010年から看護師として勤務している。新型コロナウイルス感染症の流行時は桑名市総合医療センターで勤務しており、PCR検査に携わった[3][4]。

## 所属チーム
- 福岡県立京都高等学校
- 長崎大学
- 奈良NBKドリーマーズ
- つくばユナイテッドSun GAIA（2016-2018年）
- ヴィアティン三重（2018-2022年）